# Linyphia bisignata
Linyphia bisignata là một loài nhện trong họ Linyphiidae.
Loài này thuộc chi Linyphia. Linyphia bisignata được Richard C. Banks miêu tả năm 1909.